# Nelson Bocaranda
Nelson Bocaranda (Boconó, estat Trujillo, Veneçuela, 18 d'abril de 1945) és un periodista veneçolà. Narrador de notícies estrella del canal Venevisión, conductor de diversos programes informatius i d'opinió, columnista de periòdics veneçolans, s'ha enfocat cada vegada més en el tema polític. En 2019 participava en les negociacions polítiques per tal d'assolir un canvi a Veneçuela que desplacés Nicolás Maduro del poder.

## Biografia
Fill d'Alfredo Bocaranda Gónzalez, un farmacèutic de Boconó i d'Italia Sardi de Bocaranda, oriünda de Tovar. Bocaranda és el major de 5 germans, és descendent d'espanyols i d'italians. El 1947 es muda a Caracas i resideix a San Bernandino i La Florida. El 1961 ingressa a l'escola de Periodisme i el 1962 aconsegueix el batxillerat en el col·legi La Salle de La Colina. Va formar part de la primera promoció de comunicadors socials diplomada de la Universitat Catòlica Andrés Bello el 23 de juliol de 1965. Va iniciar la seva carrera periodística en els anys 60 amb Venezolana de Televisión. A inicis dels anys 80 va signar amb Radio Caracas Televisión per a realitzar el programa A Puerta Cerrada (una mena de segment del programa matutí Lo de Hoy) fins 1985. A l'any següent signa contractr amb Venezolana de Televisión on va conduir el programa participatiu En Confianza (després va ser conduït per Ernesto Villegas), fins a l'any 1989 quan signa amb Venevisión. El 1988 va tenir un breu pas per Televen. La seva columna "Runrunes" circula dues vegades per setmana al diari El Universal de Caracas. Es fundador i director del portal Runrun.es.
HHa estat guanyador del Premi Nacional de Periodisme de Veneçuela i del Premi Monsenyor Pellín. i actualment és animador del Programa de Radio La Cola Feliz amb Mariela Celis, i del micro 360° (dedicat al turisme mundial) ambdós a través del Circuito Éxitos. És considerat un dels actuals líders d'opinió de Veneçuela.